# 개포동
개포동(開浦洞)은 대한민국 서울특별시 강남구에 있는 법정동이다. 개포1동, 개포2동, 개포3동, 개포4동의 4개 행정동으로 구성되어 있으며, 북쪽으로는 양재천을 경계로 도곡동, 대치동과 접해있다. 동쪽으로는 일원동, 남쪽으로는 염곡동, 내곡동, 서쪽으로는 양재동과 접해있다.

## 유래
70년대 개발되기 전, 이곳에 흐르는 양재천 주변에 큰물이 지면 한강물이 양재천으로 들어와 '갯벌'이 된 데서 개펄이라 하던 것이 개패 또는 개포가 되었다.
인접한 대모산은 표고 293m이며 산모양이 늙은 할미와 같다고 하여 옛날에는 할미산이라 불렀는데 조선 제3대 태종대왕을 반대편 세곡동에 헌릉을 조성하여 모신후 어명에 의하여 대모산으로 고쳤다.
현재 서편 포이동 쪽으로 구룡산은 표고 306m이며 서울의 야경명산으로 구롱산전설에 의하면 용 9마리가 승천하다가 용1마리가 승천을 못해 인간에 필요한 물이되어 양재천이 되었다는 산으로 제2봉 국수봉에 동굴이 있는 구롱산을 마주하고 있고 개포2동에는 자연부락으로 학여울이 있는데 이는 한강이 이곳에 이르러 여울이 거세어져 흐르고 마을이 갯바닥에 있는 데에서 반곡이라 불렀다.
구룡산기슭에 자리한 포이동을 밀미리마을이라고도 하는데, 예전에 장마가 들면 한강물이 범람하여 양재천을 거슬러 마을까지 밀려들어서 밀물마을, 밀미리마을, 한자로는 수조촌(水潮村)이 되었고, 이 큰물은 해마다 두 번 정도 들었고, 지리적으로도 개포리를 지나 두 번째로 물이 밀려 들어와서 포이리(浦二里)가 되었다. 포이동은 조선시대 말까지 경기도 광주군 언주면 포이동이었으며, 1914년 3월 1일 조선총독부령 제111호와 경기도령 제3호에 의한 경기도 구역획정 때 광주군 언주면 포이리라고 하였다.
광복 후 1963년 1월 1일 법률 제1172호로 서울특별시에 편입되면서 포이동이 되었으며, 같은 날 서울특별시조례 제276호로 설치된 성동구 언주출장소 관할이 되었다가 1973년 7월 1일 서울특별시조례 제780호로 신설된 성동구 영동출장소 관할로 옮겨졌다가 1975년 10월 1일에는 대통령령 제7816호로 성동구에서 분리･신설된 강남구에 속하여 오늘에 이른다.

## 학교
- 초등학교 : 양전초등학교, 개포초등학교, 개일초등학교, 개원초등학교, 구룡초등학교, 포이초등학교, 대진초등학교, 개현초등학교 총8개소
- 중학교 : 구룡중학교, 개포중학교, 개원중학교, 국립국악중학교 총4개소
- 고등학교 : 국립국악고등학교, 개포고등학교, 경기여자고등학교, 수도전기공업고등학교 총4개소
- 외국인학교 : 한국외국인학교
- 도서관 : 개포도서관

## 연혁
- 본래 경기도 광주군 언주면 포이동, 반곡동의 일부
- 1914년 3월 1일 : 경기도 광주군 언주면 반포리로 변경
- 1963년 1월 1일 : 성동구 언주출장소 도곡동사무소
- 1973년 7월 1일 : 성동구 영동출장소 건설
- 1975년 10월 1일 : 강남구 관할 변경
- 1982년 12월 18일 : 강남구 도곡동 개포민원분소 개소
- 1983년 1월 1일 : 강남구 개포동 분리
- 1983년 12월 1일 : 강남구 개포제2동 분동
- 1985년 9월 1일 : 강남구 개포제3동 분동
- 1989년 7월 1일 : 강남구 개포제4동 분동
- 1992년 10월 1일 : 강남구 일원동과 개포제3동의 각 일부를 합쳐 일원제2동 설치
- 2008년 1월 1일 : 강남구 조례로 포이동(법정동)을 폐지하고 개포동(법정동)에 통합
- 2009년 3월 1일 : 강남구 개포3동을 폐지하고 개포2동에 통합
- 2022년 12월 23일 : 강남구 일원2동이 개포3동으로 동명 변경

## 지형
개포동 남쪽에는 대모산과 구룡산이 자리잡고 있고, 서쪽에는 서초구 양재동이, 동남쪽에는 일원동과 탄천이 있고, 남쪽으로는 염곡동, 내곡동과 율현동이 있다. 약 20년 전에 이곳에는 대규모 주택단지가 들어서면서 개펄이었던 곳이 모두 아파트 주거단지가 되어서 현재는 개펄을 찾아 볼 수 없다.

## 행정 구역
| 법정동 | 행정동  |
| ------ | ------- |
| 개포동 | 개포1동 |
| 개포동 | 개포2동 |
| 개포동 | 개포3동 |
| 개포동 | 개포4동 |

## 교통

### 도로
동을 동서로 양재대로가 가로지르며, 분당내곡도시고속화도로 입구와 연결된 언주로가 동을 남북으로 가로지른다, 이 외에도 삼성로, 논현로 등의 도로가 동을 남북으로 가로지른다. 그리고 동부간선도로의 수서ic와의 인접으로 경기북부로 교통이 연결되고 인근에 경수고속도로도 있기 때문에 수원까지의 교통이 편리해졌다.

### 대중교통
버스의 경우 양재대로, 논현로, 삼성로 등 주요도로를 경유하는 버스들을 통해 서울시내 각지로 연결되는 버스의 이용이 가능하다.

#### 철도
- 분당선 구룡역, 개포동역, 대모산입구역 (개포2동)
- 서울 지하철 3호선 대청역 (개포3동)

## 아파트
| 단지명                     | 건설사                | 시행사                                   | 주소       | 입주        | 비고                  |
| -------------------------- | --------------------- | ---------------------------------------- | ---------- | ----------- | --------------------- |
| 개포자이 프레지던스        | ㈜지에스건설          | 개포주공4단지 주택재건축조합             | 삼성로 14  | 2023년 2월  | 개포주공 4단지 재건축 |
| 디에이치 아너힐즈          | 현대건설              |                                          |            |             | 개포주공 3단지 재건축 |
| 디에이치 퍼스티어 아이파크 | 현대건설 현대산업개발 | 개포1동주공아파트 주택재건축정비사업조합 | 개포로 310 | 2023년 11월 | 개포주공 1단지 재건축 |
| 래미안 블레스티지          | 삼성물산㈜ 건설부문   | 개포주공2단지 주택재건축정비사업조합     | 선릉로 8   | 2019년 2월  | 개포주공 2단지 재건축 |
| 래미안 개포 포레스트       | 삼성물산㈜ 건설부문   | 개포시영아파트 주택재건축정비사업조합    | 개포로 264 | 2020년 9월  | 개포시영 재건축       |